# Parteitag der CDU Deutschlands 2019
Koordinaten: 51° 23′ 48″ N, 12° 24′ 10″ O
Der Parteitag der Christlich Demokratischen Union Deutschlands am 22. und 23. November 2019 auf dem Messegelände in Leipzig war der 32. ordentliche Parteitag der CDU. Da nur eine Nachwahl durchgeführt werden musste, war dies ein programmatischer Parteitag. Als Nachfolgerin von Ursula von der Leyen als stellvertretende Vorsitzende wurde Silvia Breher gewählt.

## Ablauf
Auf der Tagesordnung stand u. a. die Diskussion über zwei Anträge des Bundesvorstandes „Nachhaltigkeit, Wachstum, Wohlstand – Die Soziale Marktwirtschaft von morgen“ und zur „Digitalcharta Innovationsplatt-form: D – Verteilte Systeme und offene Schnittstellen  für die  digitale Zukunft“.
Nachdem die Junge Union eine Urwahl des nächsten Kanzlerkandidaten der Unionsparteien beantragt hatte, lehnten die Delegierten diesen Antrag auf dem Parteitag ab.